# Бад-Зульца
Бад-Зу́льца (нем. Bad Sulza) — город в Германии, курорт, расположен в земле Тюрингия. 
Входит в состав района Веймар.  Население составляет 2973 человека (на 31 декабря 2010 года). Занимает площадь 10,61 км². Официальный код  —  16 0 71 004.
Город подразделяется на 4 городских района.